# Empresa Naviera Elcano
Empresa Naviera Elcano es una empresa naviera española fundada como Empresa Nacional Elcano de la Marina Mercante, S.A. en 1942 por el Instituto Nacional de Industria, la cual está actualmente integrada en el holding Grupo Nosa Terra XXI, la naviera debe su nombre al navegante español Juan Sebastián Elcano. La sede de la naviera se encuentra en Madrid, y cuenta con filiales en España, Portugal, Brasil  (en donde posee un astillero propio), Argentina, aparte de otros países como Malta o Bahamas.

## Historia
Originalmente fue fundada como una empresa pública, cuyas funciones eran la construcción naval y el transporte marítimo. En el año 1964 la empresa se desprendió de sus astilleros y a partir de entonces se dedica exclusivamente a las actividades marítimas como una empresa de transporte. En 1997 la empresa fue privatizada y fue adquirida por el grupo empresarial Nosa Terra XXI de Vigo y a partir de entonces pasa a denominarse como Empresa Naviera Elcano, S.A.. Actualmente la compañía se dedica principalmente al transporte marítimo internacional de materias primas, combustibles y productos químicos.
Empresa Naviera Elcano actualmente cuenta con una flota de diversos tipos de buques de carga; como graneleros, petroleros y gaseros.

## Flota
Empresa Naviera Elcano (incluyendo sus filiales internacionales) dispone de una flota de más de treinta buques entre petroleros, quimiqueros, graneleros y otro tipo de buques de transporte, los cuales suman la cuarta parte del total del tonelaje de los cargueros españoles, superando el millón de toneladas GT.
Entre los buques de la flota de Empresa Naviera Elcano, destaca el Buque Gasero Castillo de Santisteban, el buque cuenta con una eslora de 300 metros y con capacidad para 173 600 metros cúbicos de gas.